# وو شی یی
وو شی یی (انگلیسی: Wu Shih-yi؛ زادهٔ ۲۷ آوریل ۱۹۹۸) بوکسور اهل تایوان است.